# Geschichte der Sächsischen Kommunalflaggen
Die Geschichte der Sächsischen Kommunalflaggen begann Mitte des 19. Jahrhunderts, als sächsische Städte Stadtfarben annahmen. Teilweise waren es willkürliche Farben wie schwarz rot weiß von Johanngeorgenstadt 1848 oder unheraldische Farben wie das Braun Blau von Sebnitz.  Um diese Unordnung zu ordnen, wurde 1894 eine erste Regelung zu städtischen Wappen und Flagge vom sächsische Innenministerium erlassen. In dem Dekret war festgelegt, dass Flaggen, Wappen und Siegel genehmigungspflichtig sind. Sie wurden vom Staatsarchiv geprüft  und vom Innenministerium per Urkunde genehmigt. Auf Drängen des Staatsarchivars Otto Posse startete das Ministerium  eine Fragebogenaktion unter den  Städten mit der Frage nach den Wappen, Siegeln und Farben. Auf Grund dieser Fragebogen  revidierte dann Otto Posse ab 1896 die Stadtwappen und setzte neue Stadtfarben fest. Die Wappen wurden nach heraldischen und historischen Gesichtspunkten neu gezeichnet vom Heraldiker Adolf Hildebrandt. Die Wappen konnten Vollwappen mit Helmen und Schildhaltern sein.
Bei den Stadtfarben wurden folgende Grundsätze verwendet: Es dürfen nur zwei Farben sein, ein davon muss Weiß oder Gelb sein. Die Farbe der Figur ergab den oberen, die Feldfarbe den unteren Streifen. Grün als Nationalfarbe war verboten.
Die Stadträte konnten die Vorschläge ablehnen. Alle Städte nahmen die Vorschläge von Otto Posse an, nur Limbach und Sayda lehnten sie ab und behielten ihre rot/grünen Flaggen. Meißen wehrte sich gegen eine zweifarbige Flagge, letztendlich wurde die dreifarbige Flagge genehmigt. Beim Wappen von Leipzig dauerte es zehn Jahre, bis sich beide Seiten einigten. Nach der Pensionierung von Otto Posse 1919 arbeitete sein Nachfolger weiter an der Revision der Städtewappen.
Mit der Zeit nahmen einige Städte Wappen in ihren Flaggen auf. Eine Umfrage des Städtebundes 1934 ergab, dass von 62 Städten 16 Flaggen mit Wappen führten und 7 keine Stadtflagge besaßen.
Mit dem Erlass der Deutschen Gemeindeordnung 1935 änderte sich an der Praxis der Flaggen- und Wappengenehmigung wenig. Genehmigungsbehörde war nun der Reichsstatthalter. Die Flaggen waren zweistreifig ohne Wappen. Bei den Wappen waren Schildhalter und Helme verboten.
Einzig für die Gemeinden änderte sich Alles, denn mit der neuen Gemeindeordnung hatten sie zum ersten Mal das Recht auf ein Wappen und Flagge. Vorher und danach hatten sie nur Recht auf ein Bildsiegel.
Zwischen 1935 und 45 wurden 9 Stadtwappen und 16 Gemeindewappen genehmigt.
Am 9. Dezember 1947 wurde in einer Verordnung die Benutzung des Landeswappen auf die Landesbehörden beschränkt. Die Landkreise mussten eigene Wappen oder Bildsiegel einführen. Kreisflaggen waren zu dieser Zeit nicht üblich.
Mit der Verwaltungsreform 1952 wurden die Länder aufgelöst und es durften nur noch die staatlichen Symbole benutzt werden. Ab diesem Zeitpunkt hatten alle kommunalen Wappen und Flaggen keine offiziellen Funktionen mehr, sondern durften nur noch zu Repräsentationszwecken benutzt werden.
Nach der politischen Wende wurde am 17. Juni 1990 mit einem Gesetz über die Selbstverwaltung der Gemeinden und Kreise wieder das Recht auf Wappen und Flaggen eingeräumt.
Nach der Neugründung des Landes Sachsen wurde am 2. September 1991 eine Verwaltungsvorschrift zu kommunalen Wappen, Flaggen und Siegeln erlassen. Danach konnten Kommunen ihre vorhandenen Wappen und Flaggen weiterführen. Neue Wappen und Flaggen müssen durch das Staatsarchiv Dresden geprüft werden. Zur Gestaltung heißt es: „Gemeindliche Flaggen können einfache Streifenflaggen oder Streifenflaggen mit aufgelegtem Gemeindewappen sein. Nach heraldischen Regeln müssen die Farben der Streifen den Hauptfarben der Wappen entsprechen. Einfarbige Flaggen sollten nur mit aufgelegtem Gemeindewappen geführt werden.“
Den Landkreisen waren nur Wappen erlaubt. Erst mit der Sächsische Landkreisordnung von 19. Juli 1993 wurden Flaggen erlaubt. Genehmigungsbehörde waren die Regierungspräsidenten.
Die Gemeindeordnung vom 1. Mai 1993 regelte das Verfahren zur Annahme neuer Flaggen und Wappen. Genehmigungsbehörde sind seitdem die Landratsämter. Zur Genehmigung müssen drei farbige Wappen- bzw. Flaggenbilder und eine Stellungnahme des Sächsische Hauptstaatsarchivs vorhanden sind. Mit der Gemeindeordnung wurde die Benutzung von Bildsiegeln verboten.
In den Hauptsatzungen müssen nicht zwingend die Hoheitszeichen der Kommunen erwähnt werden, so gibt es nur wenige Satzungen, in denen die Hoheitszeichen erwähnt werden. Neue Wappen und Flaggen werden in der Sächsischen Wappenrolle im Hauptstaatsarchiv Dresden gesammelt.

Städte, deren Wappen- und Flaggen vor 1990 genehmigt wurden, können ihre Hoheitszeichen weiterführen. Bei ihnen gibt es nur unzureichende Informationen über das Aussehen der Stadtflaggen. Es gibt Städte, die zwar eine genehmigte Flagge von 1896 haben, aber heute keinen Flagge führen, beispielsweise Augustusburg. Viele Städte haben schon lange ihr Wappen auf den Flaggen gesetzt wie Meerane und Schneeberg, andere erst später wie Johanngeorgenstadt nach 2000. Andere Städte wie Eilenburg zeigen vor Ort Flaggen ohne Wappen, die Partnerstädte jedoch Flaggen mit Wappen. Einige Städte zeigen vor dem Rathaus wappenlose Flagge, im Rathaus gibt es aber besonders verzierte Fahnen mit Wappen, zum Beispiel Marienberg. Überhaupt zeigen einige Städte Schmuckfahnen, meistens im Ratssaal oder im Bürgermeisterbüro, so Chemnitz, Kamenz und andere. Dies ist eine Besonderheit der Kommunalflaggen Sachsens. Eine weitere ist das häufige Benutzen von Vollwappen.

Stadtflagge von Chemnitz ohne Wappen
Stadtflagge von Chemnitz
Schmuckfahne von Chemnitz